# Agnieszka Piwowarska
Agnieszka Piwowarska (* 25. September 1978 in Danzig) ist eine polnische Theater- und Filmschauspielerin und Autorin.

## Leben
Agnieszka Piwowarska wurde in Polen geboren und lebt seit 1987 in Deutschland. In den 1990er Jahren war sie in der Jugendgruppe des Theater Bremens und absolvierte dort eine Tanzausbildung. 1999 bis 2003 erfolgte ihr Schauspielstudium an der Hochschule für Musik und Theater „Felix Mendelssohn Bartholdy“ Leipzig, zu dieser Zeit spielte sie bereits am Nationaltheater Weimar und Engagements als Filmschauspielerin begannen.
2006 bis 2008 studierte sie Drehbuch an der Hamburg Media School. 2009 wurde sie für ihre Erzählung Oktober mit dem Hohenemser Literaturpreis ausgezeichnet.

## Filmografie (Auswahl)
- 2002: Das letzte Versteck
- 2004: Polizeiruf 110: Winterende
- 2005: Zeppelin!
- 2007: Unter anderen Umständen: Bis dass der Tod euch scheidet
- 2007: Die Flucht
- 2008: Alter und Schönheit
- 2010: Tatort: Spargelzeit
- 2015: Blochin (Miniserie, 2 Folgen)
- 2016: Polizeiruf 110: Der Preis der Freiheit
- 2017: Der Usedom-Krimi: Trugspur
- 2021: Le Prince

## Hörspiele (Auswahl)
- 2007: Gordian Maugg, Alexander Häusser: Zeppelin! (Thea) – Regie: Gordian Maugg (Original-Hörspiel – RB/RBB)